# Hemerophanes xanthopa
Hemerophanes xanthopa är en fjärilsart som beskrevs av Collenette 1954. Hemerophanes xanthopa ingår i släktet Hemerophanes och familjen tofsspinnare. Inga underarter finns listade i Catalogue of Life.